# خلاف سني شيعي
الخلاف السني الشيعي هو خلافٌ دينيٌّ تاريخيٌّ بين أكبر طائفتين إسلاميتين: أهل السنةِ والجماعة والشيعة. يرتكزُ الخلافُ على عدة محاور: منها العقدي، ومنها الفقهي. يعود أصلُ الخلافِ إلى النزاع حول الأحقية بخلافة النبي محمد، إذ يعتقد السنة أن خليفة النبي محمد هو أبو بكر، ثم عمر، ثم عثمان ثم علي حسب تسلسل الأحداث للخلافة الرَّاشدة، بينما يرى الشيعة أن خليفته يجب أن يكون علي بن أبي طالب. زادت شدّة الخلاف بعد معركة كربلاء التي قُتل فيها الحسين بن علي وأهل بيته.

## الخلاف الرئيسي
تكمن نقطة الخلاف الرئيسية في تعيين الخليفة الشرعي للنبي محمد بعد وفاته. ففي حين يؤمنُ السُنَّة بأن النبي محمد مات ولم يحدد للأمة الإسلامية خليفةً من بعده، ونتيجةً لذلك اجتمع بعضُ الصحابة لاختيار الخليفة في سقيفة بني ساعدة، يرى الشيعة أن الرسول قد أعلن أن الخليفة من بعده علي بن أبي طالب بالإضافة إلى أحد عشر خليفة من نسله في عدة مواقف، من أبرزها حديث الغدير وحديث الخلفاء الاثني عشر.

## العقيدة

### العصمة
يرى الشيعة بأن الله أعطى للأنبياء العصمة ثم للأئمة ليكونوا دليلاً للمسلمين ومرجَعهم. بينما يعتقد السنة بأن العصمة للأنبياء فقط.

### الصحابة وأمهات المؤمنين
يعتقد كلا من الشيعة والسنة بأن الصحابة بشر يخطؤون ويصيبون، إلا أن الشيعة يعتقدون بأن الصحابة منهم العادل والفاضل، ومنهم المنافق والفاسق. بينما يرى السنة بأن الصحابة كلهم عدول والترضي عنهم واجب. ويعتقدون أن أفضل الناس بعد الأنبياء هم أبو بكر ثم عمر ثم عثمان ثم علي بن أبي طالب، ثم باقي الصحابة حسب الأفضلية. في حين، يُكفِّر أغلب الشيعة أبو بكر وعمر وعثمان، ويرى أغلب الشيعة أن أمهات المؤمنين منزهاتٌ عن الفواحش. إلا أنّ عائشةَ خالفت شرع الله بخروجها على إمام زمانها ولم تحقن دماء المسلمين وكانت تؤذي الرسول. بينما يترضى السنة عنها ويعتبرونها من أحب الناس إلى الرسول، وزوجته في الجنة.

### الاستغاثة والتوسل
يرى الشيعة جواز الاستغائة بالعباد الصالحين كالأئمة والأنبياء ويخالفهم علماء السنة في ذلك. فمنهم من يرى جواز التوسل بالأنبياء والصالحين، ومنهم من يرى جواز التوسل بالنبي محمد فقط، ومنهم من يحرم التوسل تحريمًا مُطلقًا.

### المهدي المُنتظر
يتفق كلا الطرفين على ظهور شخص صالح سوف يملئ الأرض عدلًا ويُدمر قُوى الفساد ويلقب بالمهدي لكنّهم يختلفون حول شخصيته. حيث يعتقد الشيعة أن المهدي هو محمد بن الحسن وهو الإمام الثاني عشر المولود عام 874م ،والذي منحه الله معجزة طول العمر وهو حي يرزق وسوف يعلن عن وجوده عندما يحين الوقت ليملئ الأرض عدلًا، وكان آخر مكان شوهد فيه هو السرداب، ويرد الشيعة على بعض الاتهامات من علماء أهل السنة، فيقول عبد الحسين الأميني: «وفرية السرداب أشنع وإن سبقه إليها غيره من مؤلفي أهل السنة لكنه زاد في الطمور نغمات بضم الحمير إلى الخيول وادعائه اطراد العادة في كل ليلة واتصالها منذ أكثر من ألف عام، والشيعة لا ترى أن غيبة الإمام في السرداب، ولاهم غيبوه فيه ولا إنه يظهر منه، وإنما اعتقادهم المدعوم بأحاديثهم أنه يظهر بمكة المعظمة تجاه البيت، ولم يقل أحد في السرداب: إنه مغيب ذلك النور ..».
بينما يعتقد السنة بأن المهدي هو شخص اسمه محمد بن عبد الله ويكون من نسل فاطمة الزهراء وأنه هو نفسه لن يعلم بأنه المهدي في بداية حياته.

## الفقه
تكمن أهم النقاط الخلافية الفقهية بين الشيعة والسنة في:
| الخلاف                         | عند الشيعة | عند السنة |
| ------------------------------ | --- | --- |
| الخمس                          | يرون أن إخراجها واجب على الكفار وكل مال يغنمه المسلم زائد عن مؤونته السنوية تذهب نصفها إلى الإمام القائم مقام الرسول أو مايسمى الولي الفقيه.                                                                                            | يرون أن إخراجها واجب على الكفار فقط في الركاز وغنائم الحرب.                                                      |
| زواج المتعة                    | مباح، عند الشيعة الاثنا عشرية فقط، بينما يخالفهم الشيعة الإسماعيلية والزيدية. | محرم بالإجماع، وقد اختلف في كونه "زنا" أم لا، واختلف في تطبيق الحد على ممارسه.                                   |
| السجود على التربة الحسينية     | يؤمن الشيعة بعدم جواز السجود أثناء الصلاة إلا على الأرض من رمل وحجر وتراب وكذلك على ما تنبت الأرض من غير المأكول ولا الملبوس، وأن السجود على الملابس والاقمشة والأفرشة من سجاد ونحوها وكذلك على المعادن من نحاس وفضة وذهب امر غير جائز. | يرى أهل السنة والجماعة أن هذا من الأمور المحدثة في الدين، حيث لم يفعلها الرسول ولا الصحابة بما فيهم علي والحسين. |
| وضع اليدين على الصدر في الصلاة | لايرى الشيعة أنَّها سنة. | يرى أهل السنة والجماعة أن من السنّة وضع اليدين على الصدر في الصلاة (اليمنى فوق اليسرى)، وتركها لايبطل الصلاة.     |
| الأذان                         | يختلف عن السنة في كون من الواجب قول حيَّ على خير العمل ومن المُستحب قول أشهد ان عليًّا ولي الله. | يختلف عن الشيعة في أذان الفجر مثلًا في قول الصلاة خير من النوم.                                                   |
| التطبير                        | مُختلف عليه | محرم . |
| الجنس الشرجي                   | مكروه : "يقول الإمامية بجوازه برضى الزوجة" | محرم. |

## التاريخ
يرى البعض أن جذور الخلاف الرئيسي بين السنة والشيعة تعود إلى أكبر وأول أزمة مر بها التاريخ الإسلامي وهي الفتنة التي أدت إلى مقتل عثمان بن عفان. هذه الفتنة وما خلفته وراءها من نزاعات عنيفة لا سيما بين معاوية بن أبي سفيان وعلي بن أبي طالب الخليفة الراشدي الرابع كانت السبب الرئيس لتفتت المسلمين. كان الموقفُ الأساسي لمعظم الصحابة هو محاولةَ إنهاء الفتنة وأخذ موقفٍ حيادي من النزاع. أكبر من مثّل هذا الاتجاه: عبد الله بن عمر الذي صرح بهذا الموقف مرات عديدة. هذه الحيادية، وإن كانت تميل في الكثير من الأحيان لإعطاء الأحقية في النزاع لعلي دون معاوية، إلا أنها في النهاية تنحو نحو المساواة بين كافة الصحابة وعدم الخوض في تفسيق أحد أخذاً بالحديث المنسوب للنبي: أنّ (المجتهد إذا أخطأ فله أجر، وإذا أصاب فله أجران). فالانقسام في تلك الفترة بدأ على أنه سياسي، والبعض يرى أن لعبد الله بن سبأ ضلع كبير في الفتنة. لكن الخلاف أصبح عقائدياً، والبعض يتهم الدولة الصفوية بإثارة الخلافات العقائدية بين المسلمين، وأول من تطرق إلى هذا هو حسن العلوي في كتاب دماء على نهر الكرخة. ومن رواد هذا الرأي أيضاً علي شريعتي. ويرى حسن العلوي أن مخابرات الشاه محمد رضا بهلوي هي من اغتال علي شريعتي بسبب رأيه هذا.

## الصدامات والصراع
على مدار التاريخ حدثت العديد من الصدامات بين الشيعة والسنة تبادل فيها كلا الطرفين الاتهامات. فيرى الشيعة اضطهاداً سنيّاً لهم في التاريخ، خصوصاً في العصر الأموي والعباسي والعثماني. كردة فعل، قامت ثورات شيعية أشهرها ثورة القرامطة وثورة النفس الزكية وغيرها. لكنَّ الصدام الذي تسبب في شق وحدة المسلمين كما يرى حسن العلوي وعلي شريعتي هو صراع الدولة العثمانية مع نظيرتها الصفوية. فالدولة الصفوية استغلت اضطهاد العثمانيين للشيعة واستمالت بعض رجال الدين البارزين في تلك الفترة أمثال علي الكركي الذي أصبح الحاكم الفعلي في زمن الشاه طهماسب، فعمل على تأليف كتابه الشهير (نفحات اللاهوت في شتم الجبت والطاغوت) الذي اعتبره الكاتبان حسن العلوي وعلي شريعتي بداية الخلاف العقائدي. ويقول حسن العلوي أن المرجع الشيعي في النجف في تلك الفترة إبراهيم القطيفي عارض بشدة علي الكركي وصنف حسن العلوي إبراهيم القطيفي في خانة التشيع العلوي.

### الصراع في العصر الحديث
في العصر الحاضر ساعدت الثورة الإسلامية في إيران الجماعات الشيعية في الدول العربية على تأجيج الخلاف بين السنة والشيعة بعد فشل الثورة في الخروج من حدود إيران كما أخذت المواجهة بين السنة والشيعة تتراوح بين صراع فكري يتمثل في محاولة استقطاب الفريقين لأكبر كم من الأتباع من الفريق الآخر، إلى الصراع السياسي والمواجهات المسلحة. على سبيل المثال يعزي المحللون التفجيرات في المدن العراقية نتيجة صراع بين الجماعات السنية مثل تنظيم القاعدة وغيرها وبين التيار الشيعي الصدري وكذلك الصراع بين الحكومات السنية وجماعات حزب الله الشيعية في لبنان والبحرين والكويت، وسبب هذا الصراع رغبة كل جماعة فرض سيطرة مذهبها في أوسع نطاق ممكن من العراق والدول المحتوية على نزاعات وربما بتأثيرات إقليمية كما يراه المحللون مثل محاولة تمثيل نفوذٍ سياسي لايران في الدول العربية. وكذلك التمييز الديني الذي يعانيه الشيعة من الإثناعشرية والإسماعيلية في المملكة العربية السعودية

## المواقف تجاه أطراف الخلاف
هناك من علماء الشيعة من يكفر أهل السنة والجماعة بإطلاق، مثل المجلسي، الذي قال: «اعلم أن إطلاق لفظ الشرك والكفر على من لم يعتقد إمامة أمير المؤمنين والأئمة من ولده عليهم السلام، وفضل عليهم غيرهم، يدل على أنهم كفار مخلدون في النار».
وقال البحراني: «والتحقيق المستفاد من أخبار أهل البيت عليهم السلام، كما أوضحناه بما لا مزيد عليه في كتاب "الشهاب الثاقب" أن جميع المخالفين العارفين بالإمامة والمنكرين القول بها، كلهم نصاب وكفار ومشركون ليس لهم في الإسلام ولا في أحكامه حظ ولا نصيب».
وكانت هناك فتاوى سنية في تكفير الشيعة، فبعض علماء المدرسة السلفية يكفرون شخصيات بارزة في الطائفة الإثنا عشرية.[بحاجة لتوضيح]
وهناك من السلفية من يعارض التقارب السني الشيعي ويرفضون المعتقد الإثنا عشري لأن بعض الشيعة والرافضة يقومون بقذف زوجة الرسول محمد عائشة بنت أبي بكر الصديق ويقوم بعضهم بسب بعض الخلفاء الراشدين مثل أبي بكر وعمر، مستندين لأقوال قدامى علماء السنة مثل: البخاري  ومالك  والقرطبي  وأحمد بن حنبل  وابن كثير ، وأئمة السنة من الصوفية مثل أبوحامد الغزالي  وعبد القادر الجيلاني ، وأبو الحسن الأشعري  والإسفراييني ، بل وقد زاد البعض وأفتى بجواز قتل الشيعة، أمثال ابن كمال في عهد الدولة العثمانية، وابن جبرين (1933-2009)

## المعتدلون
هناك معتدلون من الطرفين. قال حسن العلوي عن محمد حسين فضل الله انه شكك في كثير من الروايات التي تبغض الصحابة وأيضاً كان لمحمد حسين كاشف الغطاء رأي مختلف واتضح هذا جلياً في كتاب أصل الشيعة وأصولها، وعبد الحسين شرف الدين
و هناك أيضا المؤرخ الشهير هاشم معروف الحسني وغيرهم، وأصدرت إيران قرارها بمنع طباعة ثلاثة أجزاء من بحار الأنوار لمحمد باقر المجلسي الذي يسئ للصحابة.
قام العديد من العلماء بمحاولة إقامة تقريب بين المذاهب بدأها محمد عبده وجمال الدين الأفغاني وتبلورت بتأسيس جمعية التقريب بين المذاهب.
و شجع العديد من علماء السنة هذا الإتجاه مثل محمود شلتوت، وأصدر الأزهر فتواه الشهيرة بصحة التعبد بالمذهب الإباضي والشيعي الإثناعشري والزيدي

فتوى الشيخ شلتوت شيخ الأزهر المثيرة للجدل

وحول فتوى الشيخ شلتوت دار جدل حيث أنكرها الشيخ القرضاوي،  في حين أكد آخرون على وجودها مثل الباحث المصري عصام تليمة في موقع إسلام أونلاين.
ومن مبادرات التقريب ما قام به الناشط السعودي الشيخ مخلف بن دهام الشمري عندما ترأس وفدًا سنيًا للصلاة في أحد مساجد الشيعة بمدينة القطيف شرق السعودية حيث قابلها الشيعة هناك بتجاوب حيث قاموا بدورهم بالصلاة في أحد مساجد السنة، وقد شكلت هذه المبادرة حدثًا ملفتًا في بيئة يصفها البعض بالتشدد.

## المستبصرون
المُستبصر مصطلح يطلق على من يتحول من أحد الأديان أو المذاهب الإسلامية إلى المذهب الشيعي الإمامي الإثني عشري الجعفري الذي يعمل بفقه أهل بيت النبي من عبادات ومعاملات حسب المعتقد الإثني عشري.

## الحجاب واللباس
ترتدي النساء السنة والشيعة الحجاب. ترتدي النساء الشيعيات المتدينات الأسود والأصفر تقليديًا كما تفعل بعض النساء السنيات في الخليج. كما يرتدي بعض الزعماء الدينيين الشيعة رداء أسود. ترتدي النساء الشيعية والسنة الحجاب بشكل مختلف. يؤكد بعض علماء السنة على تغطية الجسم كله بما في ذلك الوجه في الأماكن العامة، بينما يستثني بعض العلماء الوجه من الحجاب. يعتقد الشيعة أن الحجاب يجب أن يغطي محيط الوجه وحتى الذقن. مثل السنة، تستخدم بعض النساء الشيعيات، مثل أولئك في إيران والعراق، أيديهن لعقد الشادور الأسود، من أجل تغطية وجوههن في الأماكن العامة.

## آراء العلماء

### سني
- الشيخ محمود شلتوت: في فتوى أعلن الشيخ شلتوت أن العبادة طبقًا لعقيدة الشيعة الإثني عشريا صحيحة معترفًا بالشيعة كمدرسة إسلامية.[47]
- محمد سيد طنطاوي: «أظن أن من آمن أن لا إله إلا الله وأن محمدا رسوله فهو مسلم قطعا. لذلك ظللنا نؤيد منذ فترة طويلة عبر الأزهر العديد من الدعوات للتوفيق بين المذاهب الإسلامية. على المسلمين أن يعملوا على توحيد الصفوف وحماية أنفسهم من الانقسام الطائفي الطائفي. لا شيعي ولا سني. كلنا مسلمون. مع الأسف العواطف والأفكار المسبقة التي يلجأ إليها البعض هي سبب تفكك الأمة الإسلامية.» [48]
- الشيخ محمد الغزالي: واجب كل المسلمين أن يتحدوا ضد أعداء الإسلام ودعايتهم.[49]
- الشيخ عبد المجيد سالم: بعث الشيخ عبد المجيد سالم رسالة إلى آية الله بروجردي، كتب: «أول ما يفرض على العلماء، شيعة وسنة، هو إزالة الفتنة من أذهان المسلمين. » [50]
- قال الدكتور وصال نصر مفتي مصر: «نسأل الله وحدة بين المسلمين وإزالة كل عداوة وخلاف وخلاف في مرافعات الفقه بينهم.» [51]

### شيعي
- آية الله سيد حسين بروجردي: بعث آية الله بروجردي برسالة إلى الشيخ عبد المجيد سالم مفتي السنة والمستشار السابق لجامعة الأزهر وكتب فيها: «أسأل الله تعالى أن يبدل الجهل والانفصال بين المدارس الإسلامية المختلفة. بين بعضنا البعض، للمعرفة الفعلية واللطف والتضامن.» [52]
- آية الله روح الله الخميني: «الوحدة مع المسلمين السنة واجب علي المسلمين» [53]
- آية الله السيد علي خامنئي: قال آية الله خامنئي في فتوى حول إثارة الفتنة: «بالإضافة إلى أن الخلاف مخالف للقرآن والسنة، فهذا يضعف المسلمين. فالشقاق حرام.» [51]
- آية الله علي السيستاني: (في إجابة السؤال: «هل من يقول الشهادة ويصلي ويتبع إحدى المذاهب الإسلامية مسلم؟ أجاب آية الله السيستاني: «كل من قال شهاده يعمل كما تصف ولا يعادي أهل البيت فهو مسلم.» [51]